# 譚得志
譚得志（英語：Tam Tak-chi，1973年2月2日—），藝名快必。香港電台節目主持，畢業於香港大學中文系，香港中文大學崇基學院修讀神學。譚得志後来投身社會運動，以對抗保守的基督教和親建制勢力。2013年曾加入人民力量，並為前人民力量副主席；曾參與雨傘運動和2015年及2019年香港區議會選舉；均未能當選。由於涉嫌違反港區國安法，自2020年9月開始一直還押至今。

## 電台主持
譚得志與陳志全在1990年代初於商業電台《馬路之友》節目中以搞笑方式報道交通情況而為人所認識，及後一直雙雙合作並且主持節目（合稱「快必慢必」），於1997年兼任主持亞洲電視《一級奸爸爹》節目中以惹笑方式主持，令該節目收視上升，他與陳志全亦以此為人所熟知。1998年，因為譚得志在報章撰寫專欄批評亞視，兩人一起被亞洲電視解約，遂離開主持崗位，該節目亦被迫更換主持，收視急劇下滑。
2000年5月12日起，譚得志轉為任職於新城娛樂台主持《家天下》節目，於2006年12月起接替陳小芝任該台創作總監，至2007年9月28日離職。
2007年12月，譚得志與亞洲電視簽訂部頭合約，拍攝《十六不搭喜趣來》。2011年，譚得志為亞視拍攝處境劇《親密損友》，在網上電台「青台」大爆高層搞貴賓團參觀亞視時要亞姐招待、陪玩，引起亞視高層震怒，被提早解約。
譚得志的樣貌、聲音都跟另一位藝人C君相似，網民說兩人難以分辨。譚得志自己也常說在街上被錯認為C君，或將自己的名字跟慢必陳志全調亂。

## 投身社運

### 回歸基督精神同盟
譚得志是一名基督徒。讀神學期間，結識了一班關心社會運動、支持香港民主的教徒，與同為教徒的民主黨常委林子健等人一起成立了社運組織「回歸基督精神同盟」，抗議香港主流教會向當權者靠攏，缺乏對受欺壓的弱勢社群的憐憫，參與了各種社會抗爭。比如於香港大球場舉行的基督教全球禱告日，為六四死難者同天安門母親禱告，抗議一眾高官教徒毫無公義。又抗議基督教播道會港福堂主任吳宗文公開呼籲信徒服從當權者、號召用白票反對五區公投，高呼「被統戰牧師有福了，因為河蟹是他們的。」又批評主流教會投靠建制、保皇黨，高調宣佈參選基督教界別的特首選委。
與此同時，譚得志進入網上電台。2009年4月1日起，他與林子健一同於民間電台逢星期二晚上8時至9時30分主持節目「得罪人多稱呼人‘小’」。節目開播不久，譚得志與林子健假扮美國電台華人之聲《時事縱橫》節目主持人，致電香港大學學生會會長陳一諤，並佯裝節目未開播。令陳一諤信以爲真，並在交談中直指香港人「民主紅衞兵」情況嚴重，並認為支聯會及民主黨「反中亂港」。旋即引起軒然大波，後陳一諤被港大學生公投罷免。

### 批評黃毓民

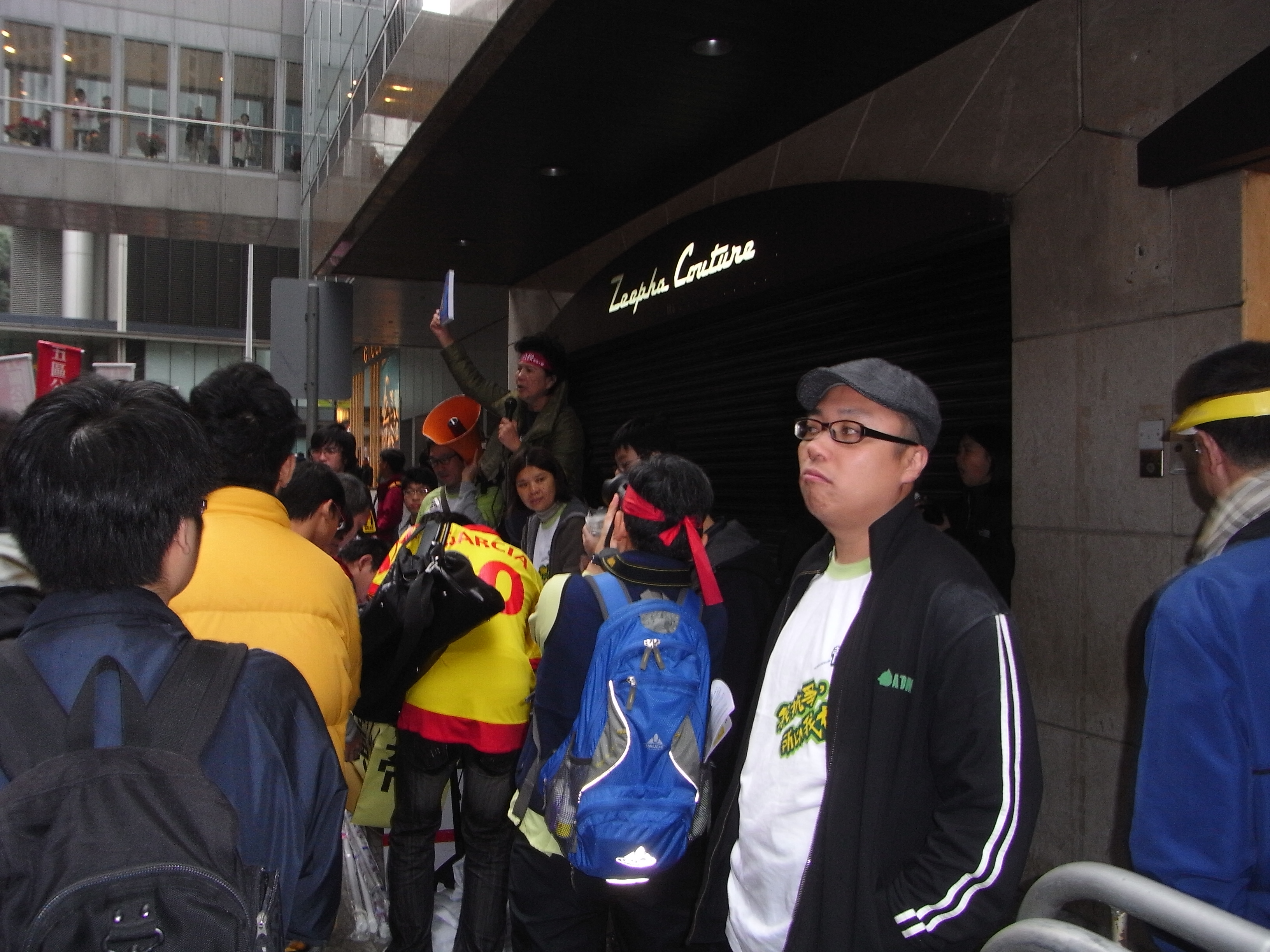
2010年元旦遊行，網台「青台」開街站。圖為節目《得罪人多稱呼人「小」》的主持人快必譚得志。2010年1月1日。

2009年9月，民建聯邀請歌手夏韶聲出席《紅色搖滾音樂會》，引來抗議示威。抗議者有甚多社民連成員與支持者。此舉引起當時的社民連主席黃毓民十分不滿。夏韶聲與黃份屬友好，又借了「力量」一曲給社民連。黃毓民在Myradio網台節目大罵社民連「令我好尷尬」、「祖師爺都想郁」、「我係老祖宗」。譚得志就在「得罪人多稱呼人‘小’」狠批黃毓民「私義大過公義」、「大佬文化」、「黑社會養大的人有黑社會思維」。快必的言論引來黃毓民不滿，民間電台負責人曾健成（阿牛）也是社民連人，感到壓力。譚得志與林子健遂離開民間電台，自己成立網台「青台」，將節目「得罪人多稱呼人‘小’」在青台與民間電台聯播。

### 基督路小教會

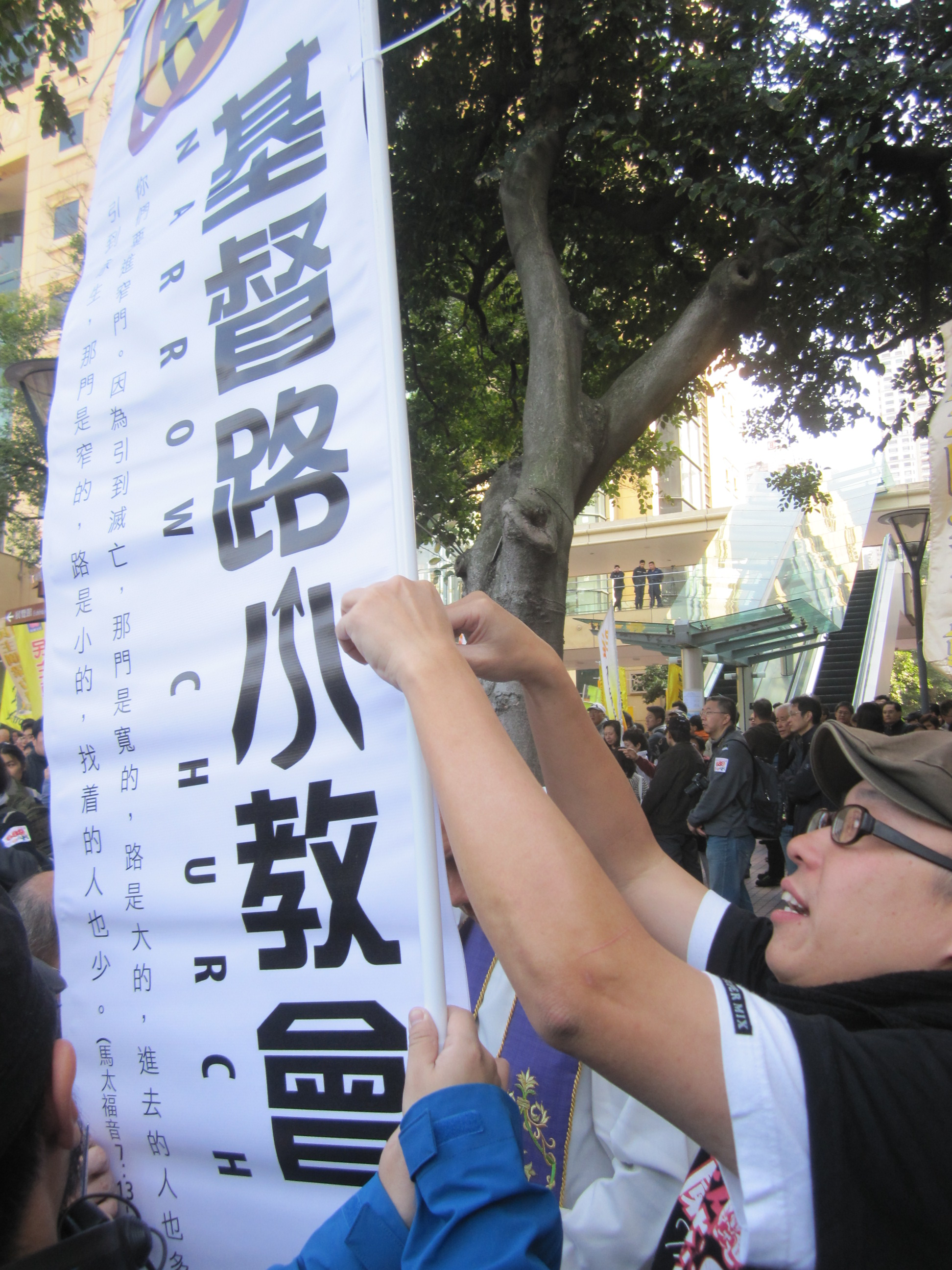
2013年元旦大遊行

2010年6月民主黨投票支持通過2012政改方案，引來反對方案的其他泛民主派廣泛不滿。同年10月，民主黨主席何俊仁宣佈參加2012年香港特別行政區行政長官選舉。後來，林子健出任何俊仁的選舉經理，引起譚得志等人極度不滿。
譚得志、陈偉業、張大衛等人以回歸基督精神同盟的班底，於2011年10月1日成立基督路小教會 (The Narrow Church)。取名「路小」，源於《聖經》新約“得永生的路小，滅亡的路卻很大”。痛斥香港全國福人團契的陳世強包庇「教會之狼」。、發動「紫絲帶行動」，又揭發選舉10名特首小圈子選舉委員會的基督教代表之時違反公平公正原則。2011年12月，譚得志等路小教會班底落戶網台香港人網，主持節目天外有天，為社运發聲。
2012年3月4日，人民力量、香港人網為財政預算案聯合舉行首次「驚螫打小人」。基督路小教會與一些進步派基督徒參與其中，另立「求審判，唱哀歌，頌咒詛」區，批評天主教香港主教湯漢撐曾蔭權，質疑湯漢的說法誤解了基督教，失卻聖經《詩篇》記載咒詛和哀傷的傳統，不念及公義，變得事事講求和諧。更改篇了詛咒詩，批評曾俊華、李嘉誠、唐英年、梁振英、何俊仁、曾蔭權，成為一時佳話。
2012年7月1日，基督路小教會在七一遊行期間開街站，主題是「紫絲帶行動」，批評教會在風化案包庇疑犯、打壓當事人K小姐。又唱各種宗教歌曲與社運歌曲，又故意唱《最緊要順服》恥笑親建制的基督徒。譚得志在演讲時經常談到，今日其實有不少基督徒上了街，證明基督徒有正義感有政治意識，但教會卻少有回應；又與政黨互相呼應，斥責梁振英。
12月9日，基督路小教會加盟「民主倒梁力量」，譚得志出任行動組組長。2013年1月2日凌晨，譚得志參與民主倒梁力量發動的「民主自由行」，游擊於中環多條街道，譚得志因而被捕。

### 佔中後援會
2013年1月16日，戴耀廷提出「佔領中環」這概念。譚得志於3月24日民主倒梁力量舉辦的佔中街頭論題之上慷慨陳詞，批評戴耀廷與陳健民言論開始走樣，恐怕不能成事；又反對黃洋達等人一面倒攻擊佔中運動。譚得志高調提倡「挾實佔中」，要監察、協助佔中運動，成其美事。2013年6月，譚得志与基督路小教會等人等群體發起「夾實佔中、堅搞普選」，在戴耀廷佔中首日商討日（D Day 1），要求只能為真正的普選去佔領中環，包括提名權、被提名權、參選權、被選權和投票權等，不可以成為「退步民主派」妥協退讓爭取假普選的手段，不可以重蹈2010年民主黨通過「假普選」政改方案。2013年10月13日，「夾實佔中」活動原班人馬，邀請了人民力量、社民連主席長毛梁國雄、網媒謎米香港創辦人蕭若元等，組成「佔中後援會」，聲言發動進步力量，既協助也監督「愛與和平佔領中環」運動。

## 加入政黨

### 選民力量
2010年9日，選民力量成立，矢言2011年區議會選舉狙擊民主黨。譚得志認同要追究民主黨通過政改的責任，應多年友好拍擋慢必陳志全之邀，加入選民力量，出席選力成立記者會。後來選民力量跟黃毓民合組人民力量。譚得志一向不喜黃毓民的黨內作風，於選力活動一直不活躍，只為陈志全助選區議會、立法會。。

### 人民力量
2013年5月，黃毓民退出人民力量。同年4月，譚得志正式回歸人民力量；7月，加入人民力量，成為人民力量其中一位執行委員。譚得志將街頭社運的经验帶入人民力量，彌補了人力在街頭運動的弱點，令人民力量重招聲勢。

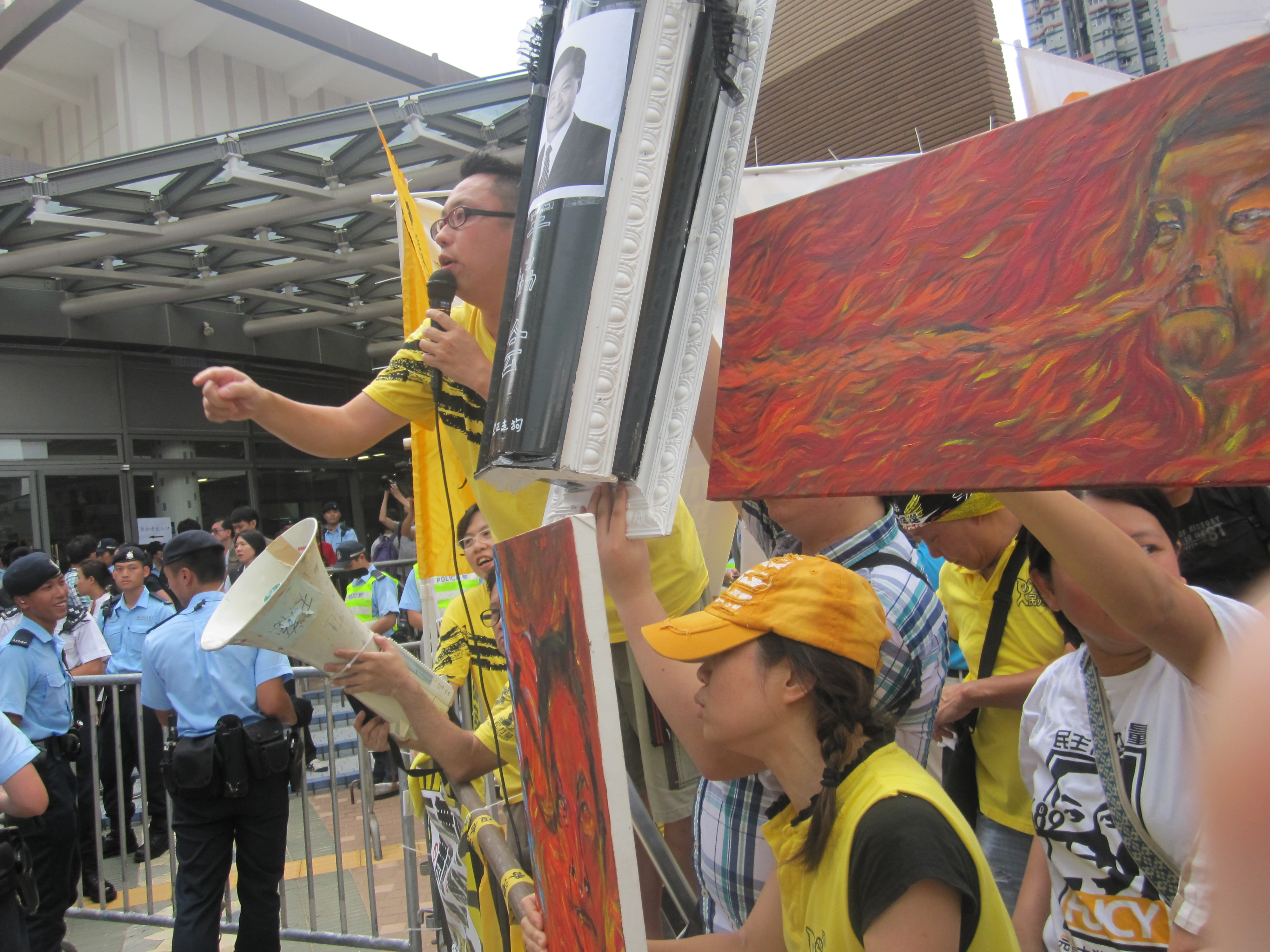
2013年8月11日，特首梁振英「落區」到天水圍社區會堂。圖中快必譚得志正在指罵親共團體。其時快必剛出任人民力量執委。

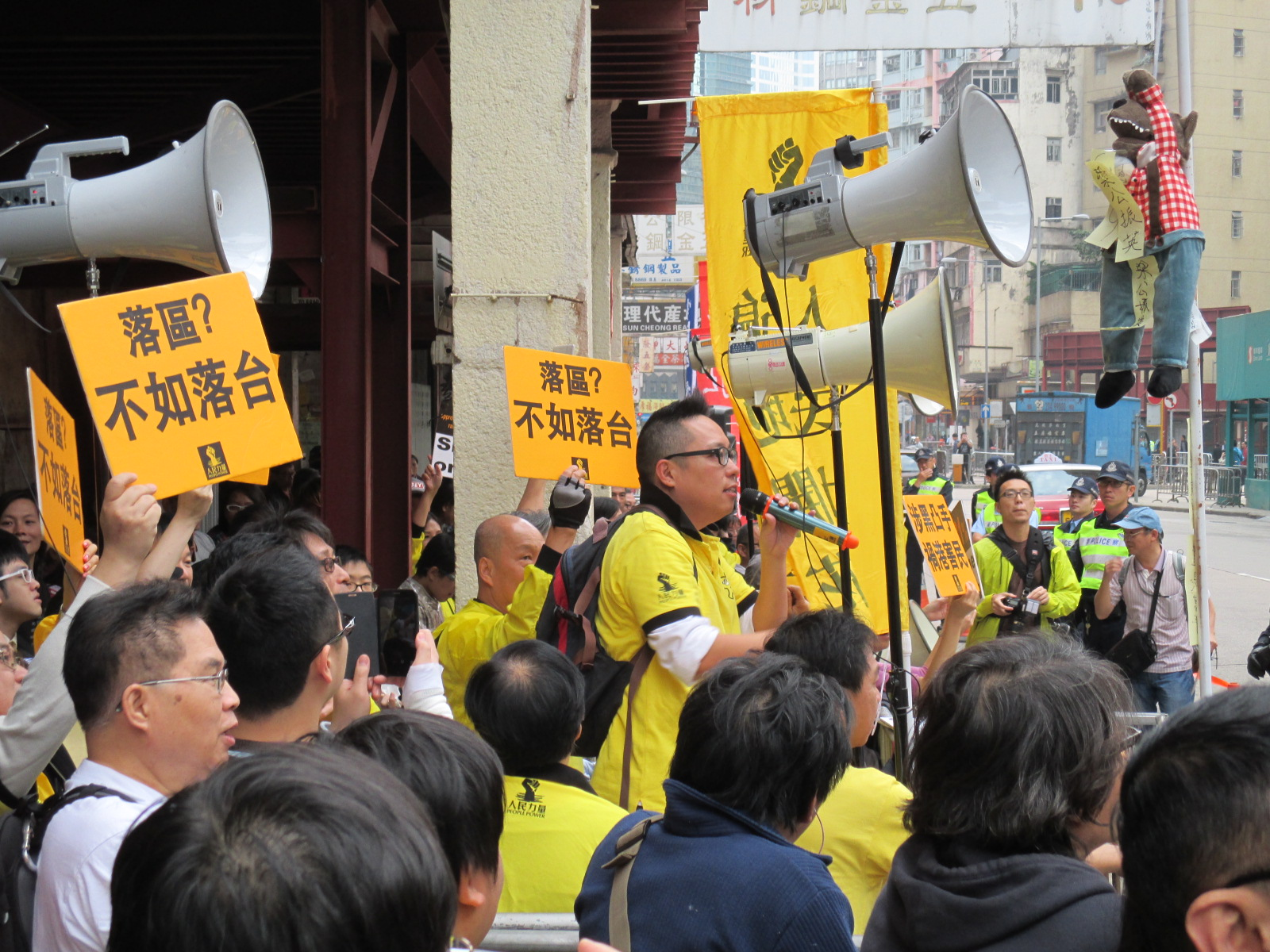
2013年12月8日，梁振英落區到大角咀的社區中心，人民力量通宵排隊輪候進場抗議，快必在場外佈陣嗌mic喊話。

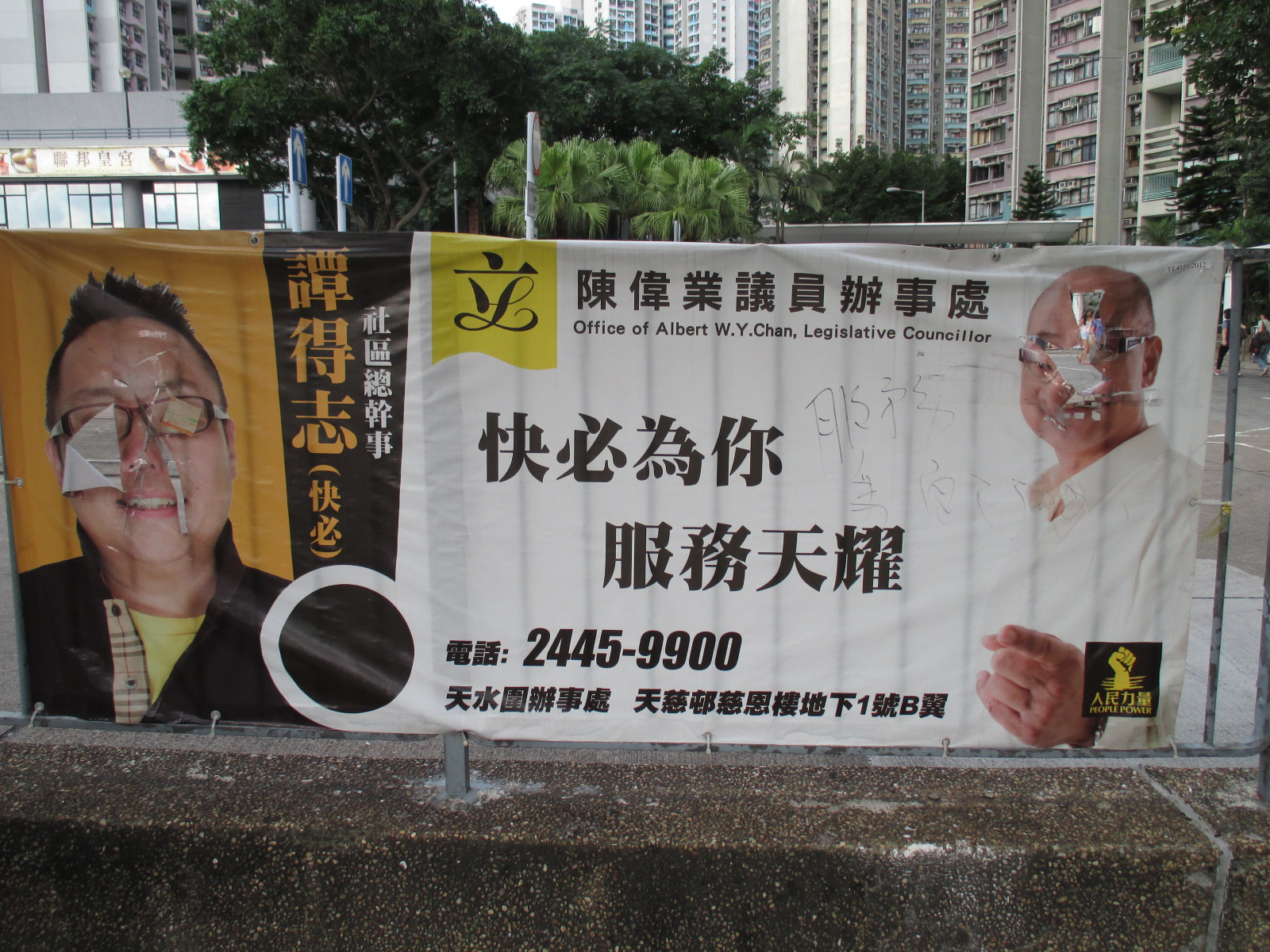
譚得志是人民力量新界西天水圍社區總幹事。其宣傳橫額遭建制派支持者破壞。

## 雨傘運動

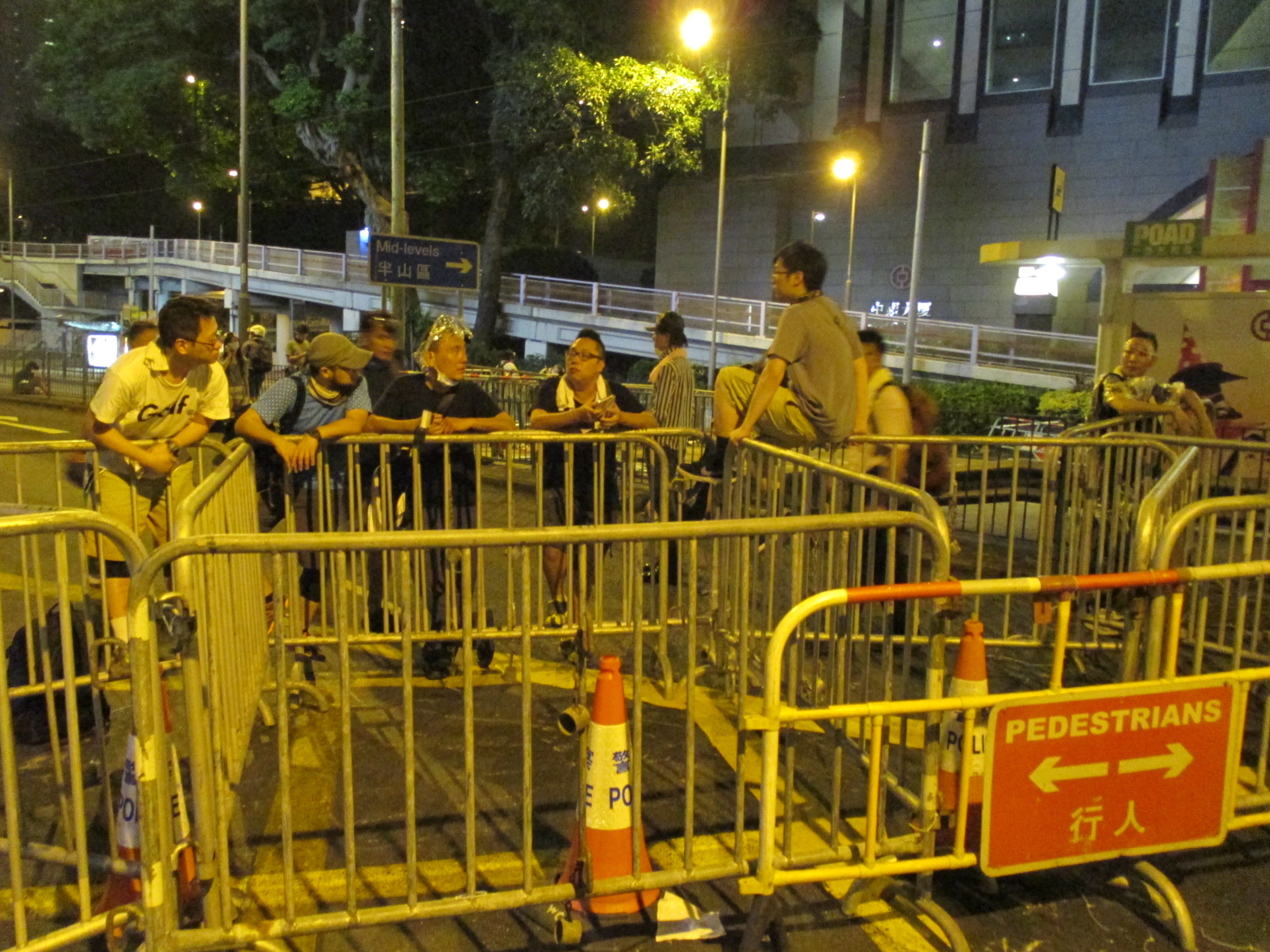
快必與佔中後援會支持者，跟少數市民留守佔領金鐘道。2014年9月29日零晨零時50分。

譚得志與一眾佔中後援會的義工不斷開街站宣傳公民提名、夾實佔中。2014年民陣元旦大遊行之後，譚得志带领小隊發起「公民提名導賞團」及「佔中導賞團」，實踐「流動佔領」的理念：分組到中環不同地方步行，每組不超過廿人，在港鐵中環站及多個路口徘徊不下十多次，放慢腳步甚至假扮跌倒。譚得志在十字路口緩慢過馬路，更在路中心跌銀幣慢慢拾回。
2014年1月23日，譚得志於凌晨做完網上電台節目後，在鰂魚涌遭三名南亞裔男子襲擊，造成譚得志左眼角紅腫。譚得志指自己身為「佔中後援會」發起人，懷疑遇襲與其支持佔中有關：「我做節目如非必要都甚少講粗口，今次絕對係伏我，確定目標先落手，似乎係警告佔中人士醒定啲，但我唔會畏懼！」
2014年9月28日下午，雨傘運動爆發。譚得志、譚香文跟人民力量、佔中後援會與大群民眾佔據了外圍的金鐘道，配合學聯、學民思潮等佔據夏愨道，實踐「佔領中環」的主旨：佔領馬路、癱瘓交通，脅逼政府。

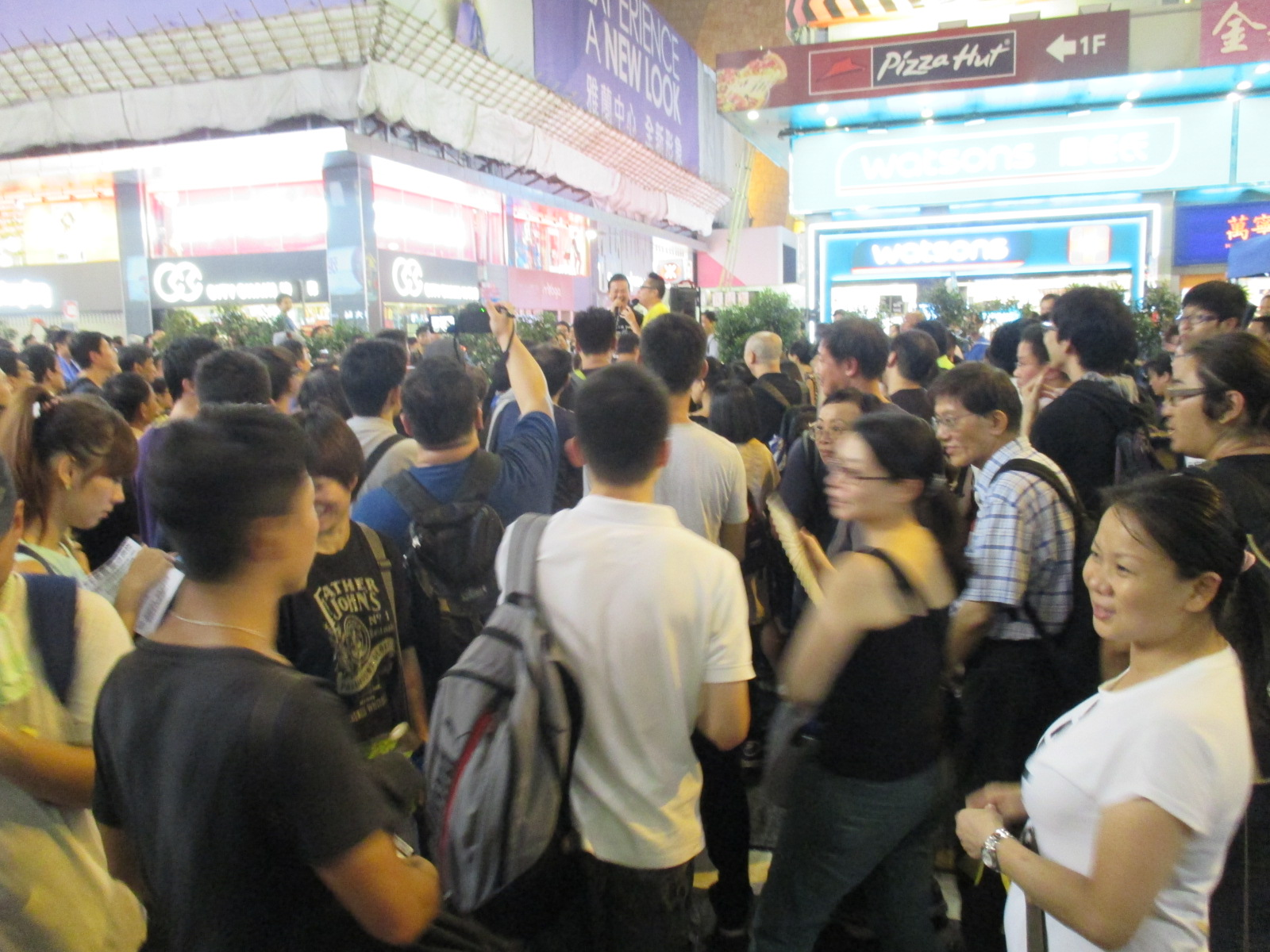
2014年9月30號晚上，快必譚得志、慢必陳志全在旺角佔領區「開咪」演講，萬人空巷。

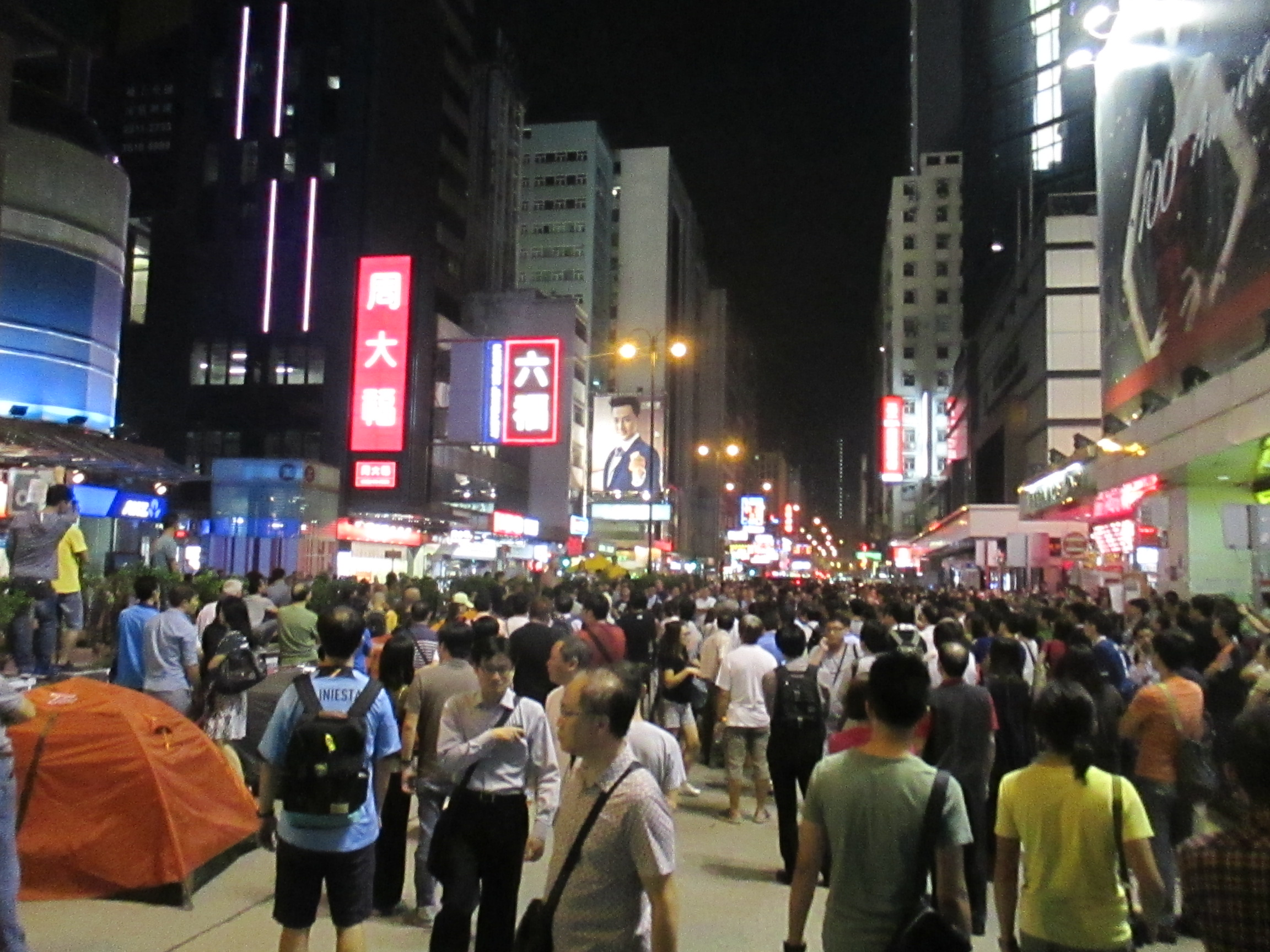
旺角佔領區人民力量陣地（第一時期），在亞皆老街以北、彌敦道快富街一帶。人氣旺盛。2014年10月14日。

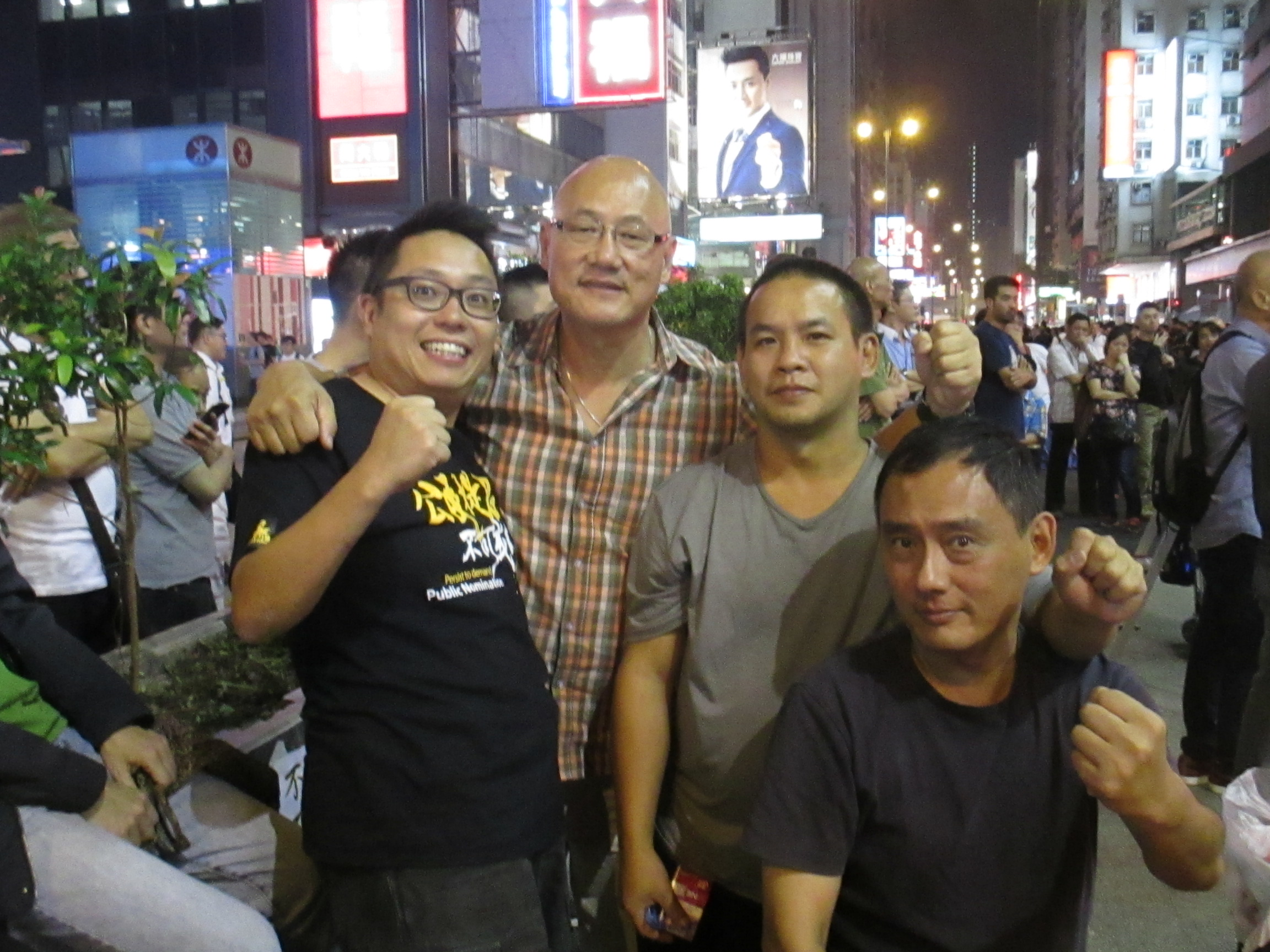
人力執委快必譚得志，人力立法會議員大舊陳偉業，旺角中央大帳邦哥吳定邦，佔中後援會、基督路小教會張大衛牧師。2014年10月14日，旺角佔領區。

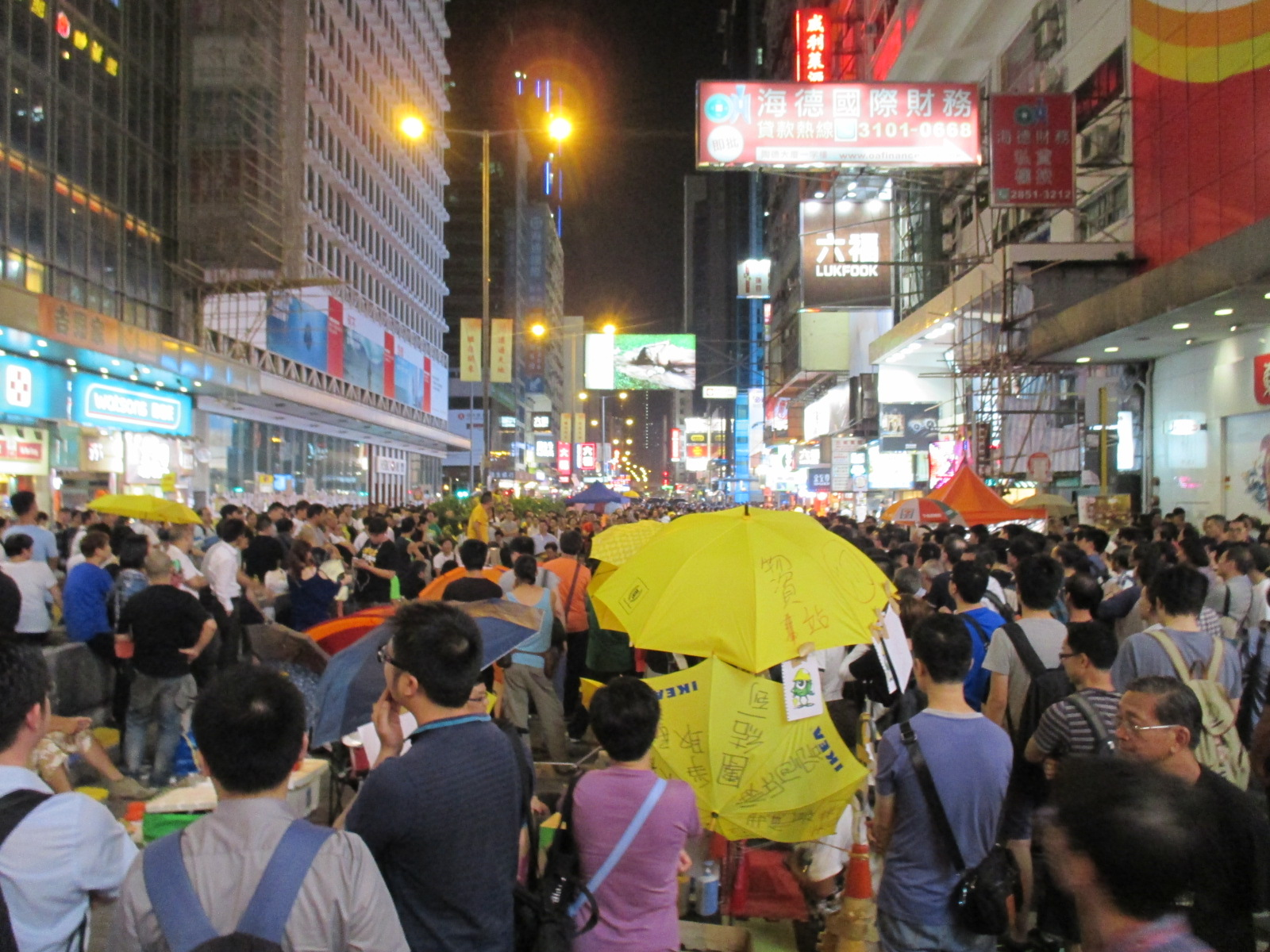
旺角佔領區人民力量陣地（第二時期），在亞皆老街以南，彌敦道東亞銀行、旺角銀行中心之間。快必譚得志演講，萬人空巷。2014年10月21日。

### 與熱血公民衝突

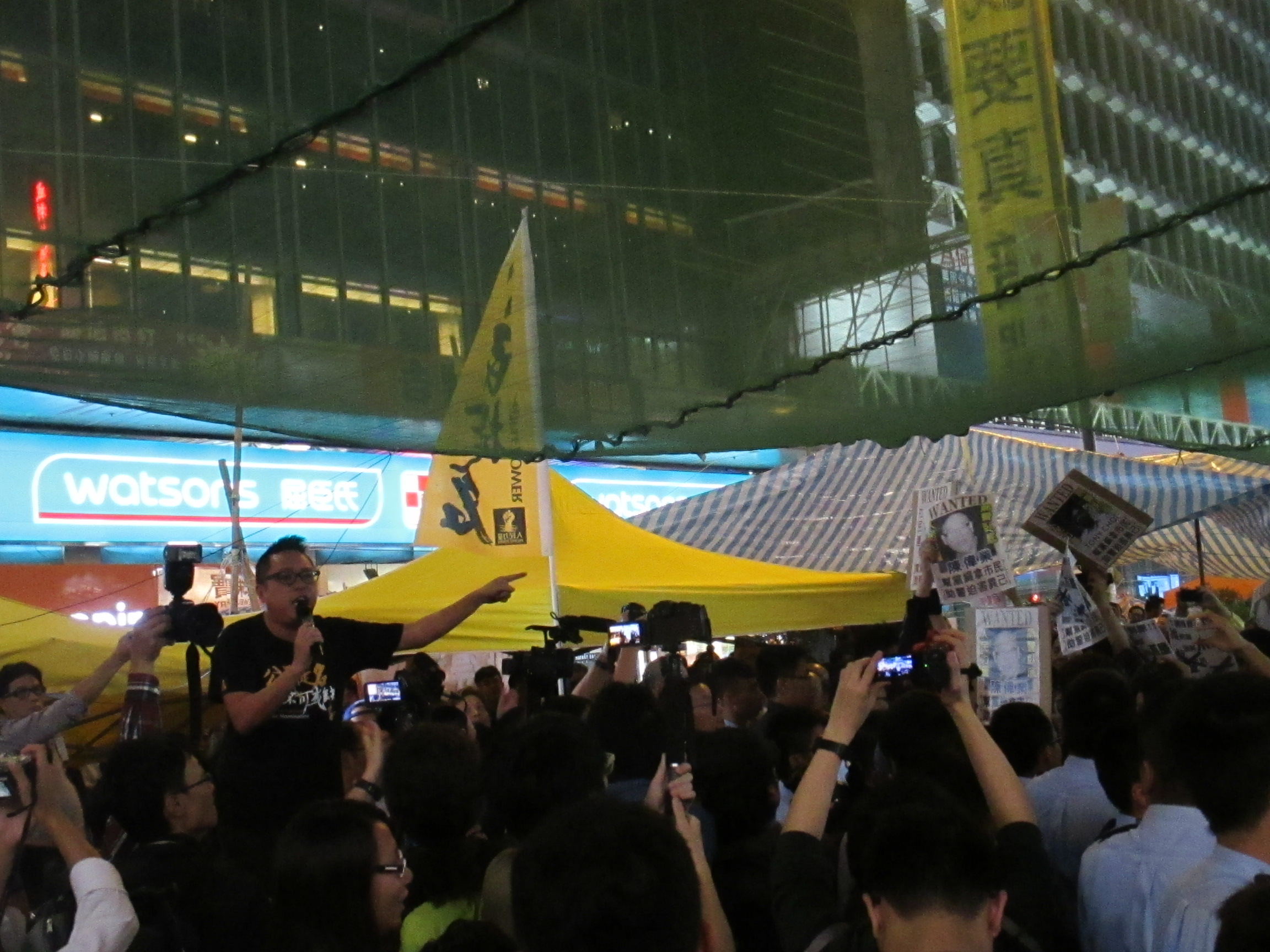
2014年11月24號晚上9時，城邦派、勇武派指罵人民力量，跟快必及人力支持者隔空罵戰。

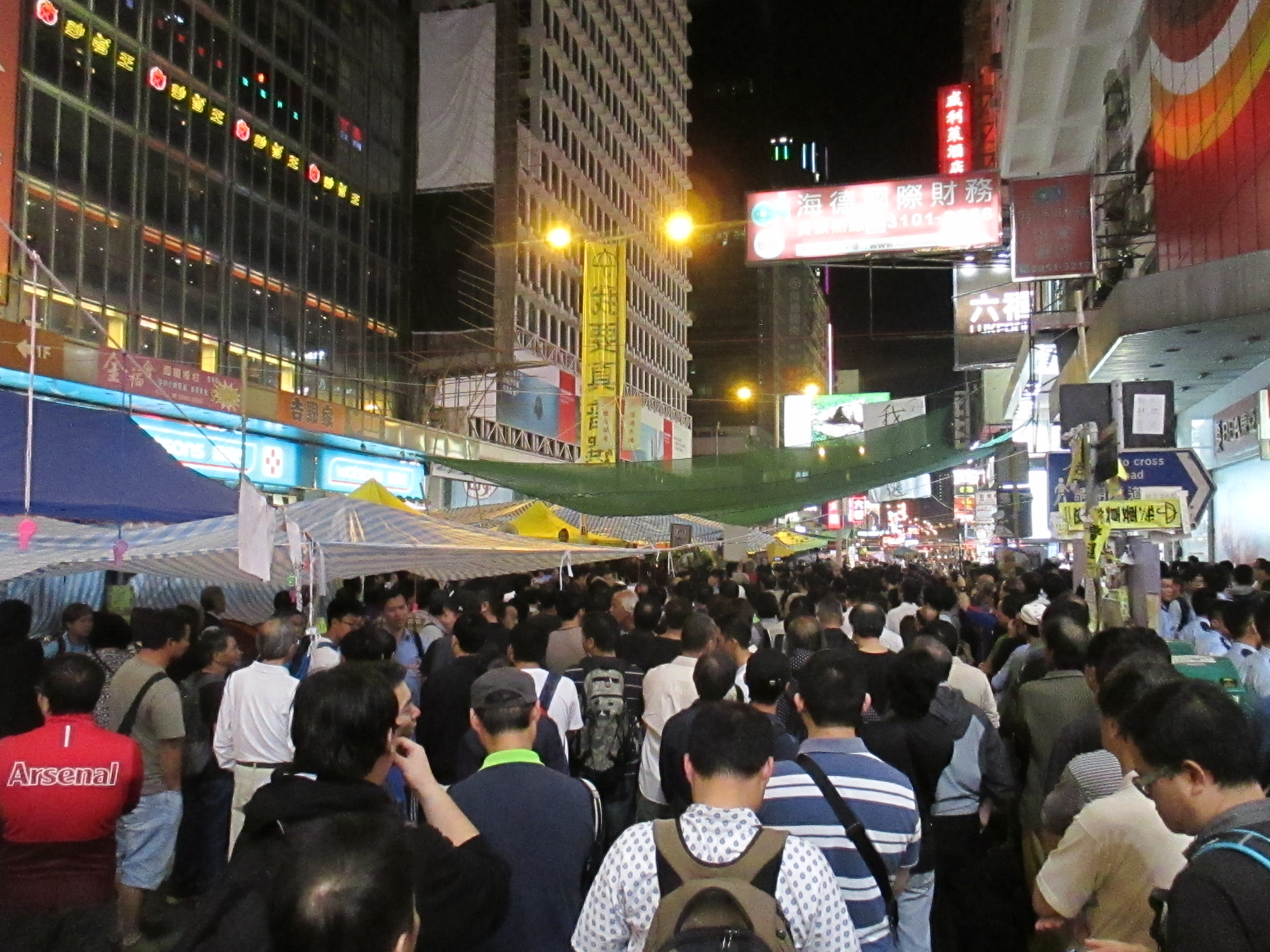
2014年11月24號晚上10時，人民力量義工、支持者不敵人多勢眾，聲勢浩大的旺角街坊，險被攻陷。

譚得志留守旺角，每晚舉行演講，成為旺角佔領區一大勢力。譚得志執行人民力量的決策，想佔據旺角的話語權，和激進派所指的「沒有領袖，只有群眾」有嚴重衝突。其時警方已經表明將在2014年11月26日星期三清除旺角佔領區。事緣11月23號深夜、24號凌晨，以人民力量帳篷外有人踢毽為由，熱血公民包圍旺角佔領區的人民力量帳幕與十多名留守者，繼而聲討人民力量批評、出賣11月19號晚衝擊立法會大門的蒙面人，是「二五仔」、「篤魁」，要求人民力量撤離旺角，部分人更嘗試移走人民力量在旺角佔領區的黃色帳篷。14小時過後 (11月24日晚上8時)，熱血公民再次集結在人力街站前，人民力量的義工與旺角街坊雲集，雙方爆發多次口角。由於譚得志一直留守旺角，每晚演講，深受街坊支持，因此人民力量聲勢浩大，人多勢眾，熱血公民佔下風。是故，譚得志跟熱血公民、修憲派等結下仇怨，被他們斥責為「左膠」。而譚得志也成為人民力量支持者眼中「最出色的街頭勇士」。

### 旺角被捕
11月25日警方開始清除旺角佔領區，傍晚6時，防暴警察突然驅趕砵蘭街集結的群眾。譚得志身在其中，本來正接受鄭家富D100網台《風波裏的自由phone》訪問，突然遭遇防暴隊清場，呼叫喝罵警方不顧示威者安全險釀人踩人：「喂！死人呀喂！打死人喇喂！」聲音直播出街，即時報導現場混亂情況。
第二日，11月26日早上，旺角彌敦道清場，自詡「庸俗政治人」的人力執委快必譚得志在彌敦道上被捕。

### “普選報佳音”游行
11月26日，旺角清場。譚得志與張大衛隨即發起「聖誕普選報佳音」，從12月初起，多次帶領群眾遊走尖沙咀、佐敦、銅鑼灣等地遊走，歌唱聖誕改編的普選歌曲、批評警察在佔領期間濫用暴力，聲援旺角鳩嗚團，聲援銅鑼灣佔領區。政府擔心太多人群聚集會再次爆發佔領運動，要求香港的商場取消平安夜倒數活動。佔中後援會與基督路小教會就在平安夜晚帶領群眾到銅鑼灣時代廣場自發倒數。12月31號晚，佔中後援會現身尖沙咀海旁，與參觀維港除夕煙花匯現的群眾一齊呼叫：「我要真普選。」

## 與蕭若元衝突
2014年9月28日，雨傘運動爆發，民眾佔領了金鐘、旺角、銅鑼灣。佔領曠日持久，一直支持佔領中環運動的網台論政名嘴、謎米香港創辦人蕭若元主張佔領運動撤出旺角，集中到金鐘，避免擾民太甚，令民意支持下跌，最終使運動凋謝。10月13日，蕭若元在節目公開批評人民力量憂讒畏譏，尤其嚴厲批評譚得志拒絕提出撤出旺角，缺乏政黨責任，罔顧旺角商販市民的生計。譚得志不同意，直指輕言撤退只是重複了過去三十年的舊路，是害了一代人，直言只有留守旺角，才能阻止民主黨、民協、真普選聯盟等等的撒退主張。人民力量全力支持快必，堅持人民力量留守旺角。此後，雙方在佔領運動期間，持續通過網台節目隔空爭論。
此後一年多，蕭若元間揭地指斥快必一直謾罵「佔中三子」戴耀廷等人，是不斷分裂民主勢力，無法團結可團結的力量，批評譚得志不適合從政；蕭又批評快必邀請港大退聯關注組上節目《天外有天》接受訪問，指責有如和應解散學聯；更批評譚得志與人民力量並無跟勇武派、暴力派劃清界線。快必不同意，直言自己一直批評普羅政治學苑黃毓民、熱血公民黃洋達、本土民主前線黃台仰等「無賴本土派」，對蕭若元毫不退讓。
2016年3月28日起，蕭若元再次在網台節目激烈批評快必，直言寧願支持公民黨的候選人也不會支持譚得志參選，進而批評人民力量工作欠佳，預言立法會選舉將會大敗云云。快必並不認同，反駁直言「人民力量時代責任未完」。人民力量眾人如劉嘉鴻、袁彌明、歐陽英傑都支持快必，不認同蕭若元指控。蕭若元宣佈提早退休，又決定人民力量的節目不能在謎米轉播，其成員在謎米的節目不得議論香港時政。蕭若元與人民力量分道揚鑣。譚得志主持的節目《天外有天》遂撤出蕭若元的網台謎米香港。

## 反修例運動
運動初期，为配合議會內外抗爭，譚得志參與立法會外的群眾集會，被警方捸捕。隨後運動演變為全面街頭抗爭，快必亦積極參與其中。
9月29日，「全球反赤納粹大遊行」，譚得志在擺設街站其間被警察拘捕，拒絕保釋，「坐足48小時後」成功「踢保」（拒絕保釋，直至法例規定的48小時，警方若不檢控只能釋放）。他被捕時遭警察毆打，左腳『連接脛骨菠蘿蓋有骨折』要打石膏、撐着枴杖。
運動期間，譚得志多次在社交平台發放影片，教被捕者如何「踢保」，亦有派人民力量成員陪同「踢保」人士到警署，為其提供協助。
2020年1月25日農曆年初一零晨，警察以譚得志涉嫌「煽惑他人參與未經批准的集結」為由，上門拘捕。到2022年4月20日被判監禁40個月，罰款5000元。

## 參選

### 2015年區議會選舉
選前一直聲稱要出選元朗天水圍的天耀選區 (M28) 狙擊民建聯梁志祥。最後宣佈出選港島東區小西灣區 (C10) 狙擊工聯會王國興，矢言要阻止王獲得立法會超級區議會議席的「入場券」。敗選。

### 2016年立法會選舉
2016年4月10日，人民力量舉行支持者大會，初步計劃由譚得志出選九龍東。雖獲得戴耀廷的雷動計劃支持，但最終在九龍東選區以31,815票，9.67%的得票率，高票落選。

### 2019年區議會選舉
2016年9月立法會選舉之後，譚得志繼續留在九龍東開街站做地區工作。2019年初傳出消息譚得志將會出選觀塘區議會狙擊民建聯立法會「雙料」議員柯創盛。11月24日選舉，獲得4327票（49%），高票落敗。譚得志自言：「迫使柯必須付出心力拉票爭取連任，已是小勝，即使自己最後落敗，若藍田其餘四區民主派候選人勝出，就是大勝。」承諾日後會繼續聯同藍田區其他區議員服務街坊，並強調要繼續街頭抗爭以及支援留在理大及相關被捕人士。
| 選區        | 編號 | 政黨     | 候選人         | 票數（百分比） |
| ----------- | ---- | -------- | -------------- | -------------- |
| 廣德（J17） | 1    | 民建聯   | 柯創盛（當選） | 4514 (51%)     |
| 廣德（J17） | 2    | 人民力量 | 譚得志         | 4327 (49%)     |

## 被捕事件
- 2015年2月7日，譚得志出席立法會政制事務委員會第二次召開特別會議，期間離開座位、舉黃傘及叫口號，抗議政改方案沒有真正民主普選，被趕離場。[106][107]
- 2015年5月15日，譚得志與社民連「長毛」梁國雄與前綫譚香文等趁林鄭月娥出席學界辯論比賽期間，抗議政改方案不公。[108][109][110][111]2016年1月被警方起訴違反文娛中心規例。[112]同年11月判決罪成，與社民連梁國雄「長毛」一同被判囚7天。[113]
- 2015年5月23日，譚得志在立法會公聽會發言，提及譚耀宗「阿媽」，被譚耀宗指責粗言穢語違反議事規則，趕出立法會。[114][115]
- 2015年5月29日，譚得志被警方拘捕，指其曾發言要在楊光出殯當日在街頭放「土製菠蘿」以指責楊光主導的「六七暴動」港共暴徒放土製炸彈殺害無辜，警方認為譚得志涉嫌恐嚇。[116][117]
- 2015年9月28日，泛民主派集會紀念雨傘運動一周年，譚得志事前與當日下午多次揚言：如果傍晚有1000人支持，人民力量會發起衝出夏慤道，佔據兩條行車線87分鐘。有警員下午在政總廣播，呼籲民眾切勿佔據行車線，又點名警告譚得志，「唔好作出煽動群眾的行為」，換來一片噓聲。[118][119][120]最終人數不足，警力龐大，相反對峙而未有走出夏愨道，晚上七時後散去，但獲得《信報》創辦人林行止讚賞。[121]2016年1月，警方搜集資料，預備檢控譚得志。[122]
- 2016年5月18日，中共政治局常委兼全國人大委員長張德江訪港期間，譚得志攜同「沙士元兇人渣張德江 交代情婦及斂財總額」的橫額到禮賓府，其後被警方驅趕，較早前他又在中環街上手持橫額，並駕駛貼上「張德江」靈車的客貨車駛中聯辦抗議。[123][124]
- 2020年5月24日，反國歌法、國安法大遊行，因未經批准的集會及擾亂公眾秩序罪名，被警方拘捕及起訴。2020年5月26日在東區裁判法院首度提堂。裁判官批准控方申請，押後案件至8月18日再訊。[125]

- 2020年5月31日，譚得志和陳志全於中環碼頭舉行網上演唱會「民主歌聲獻中環」，期間因襲擊建制人士石房有，被警方落案起訴1項普通襲擊罪，6月18日於東區裁判法院首度提堂。直到2020年8月18日認罪，被判罰款$3000。[126]

- 2020年7月17日，譚得志涉嫌在當年1月17日呼籲市民參加被警方反對的遊行而遭到逮捕和提堂。譚得志隨後交10萬元保釋[127]。

- 2020年9月6日，香港警方國安處人員以《刑事罪行條例》第10條「發表煽動文字」罪拘捕譚得志，並指譚擺街站期間涉嫌發表的言論、文字引起憎惡、藐視政府，字眼引起香港居民之間的不滿。[128]香港大學法律學院公法講座教授陳文敏指，當局提出相關控罪時應考慮是否符合公眾利益，試圖以一條古舊的法律提告，以測試法庭會否定罪。[129]案件於2020年9月8日在粉嶺裁判法院提堂，裁判官不准譚得志保釋，案件押後至11月17日再訊，期間譚還押荔枝角收押所。[130]2020年9月17日再在高等法院申請保釋再次被拒，繼續還押。[131]其後在14項控罪中，有11項罪成，包括1項煽惑他人明知而參與未經批准集結罪、7項發表煽動文字罪、1項舉行或召集未經批准集結罪、1項公眾地方擾亂秩序行為罪。到2022年4月20日，國安法指定法官、區院法官陳廣池指出被告的言論完全沒有真誠的信念，或基督徒應有的寬恕和關愛。直言「看見的是一個50歲巿井之徒的無邊謾罵，甚至把咒語延伸他人的下一代」，也反問被告作為政治人物，「是否需要衝破和不顧道德底線、放棄原則、踐踏品格，如果『鬥爛』的話，這是可悲的。」。法官認為被告是要打擊建制派，而進入立法會的目的為私利而加強自己的政治勢力，享受政府公帑收入、權威和社會地位。但另一方面是用政府錢打擊政府，反問「如果這不是私利，還算甚麼？」最後被判監禁40個月，罰款5000元。[132]

## 主持節目
新城電台
- 《開心大鬧鐘》
- 《家天下》
- 《娛樂大風收》
- 《點正娛樂》
- 《娛樂一週》

商業電台
- 《開心看天下》
- 《十八樓C座》廣播劇
- 《馬路之友》
- 《馬路之友》之《車神傳說》廣播劇
- 《大無畏》
- 《獎品殺手樂園》

電視
- 《週末摔角大狂熱》（旁述）
- 《一級奸爸爹》
- 《生存大挑戰》（旁述）
- 《八串騷》
- 《夜．蒲點》（主持）

香港人網
- 《天外有天》
- 《天外嘯嘯》

謎米香港
- 《天外有天》（主持）
- 《男人老九》（主持）

民間電台
- 《得罪人多稱呼人少》（主持）

D100
- 香港台《D100 上綱上線》（主持）
- PBS台《人民主場》、《三點維權》（主持）

## 廣播劇
| 首播年份   | 作品名稱       | 配演角色         | 備註 | 機構     |
| ---------- | -------------- | ---------------- | ---- | -------- |
| 1994至1996 | 18樓C座        | 平少，周老闆伙記 |      | 商業電台 |
| 1999       | 車神傳說       | 旁白             |      | 商業電台 |
| 2004       | 我們是天生一對 | 牛筋             |      | 新城電台 |
| 2005       | 算吧！因紫愛紅 | Antonio          |      | 新城電台 |

## 電影
- 1997年：《愛您愛到殺死你》
- 1998年：《生化壽屍》
- 1998年：《新戀愛世紀》
- 1998年：《超級整蠱霸王》
- 1998年：《98古惑仔之龍爭虎鬥》
- 2000年：《緣份有Take 2》
- 2005年：《天地孩兒》

## 電視劇集（亞洲電視）
- 2008年：《十六不搭喜趣來》飾演甘智禮
- 2011年：《親密損友》

## 著作
- 《騎呢笑話集》快必、慢必、甜筒輝 著

## 舞台劇
- 《我大佬係穌哥》（飾演 阿豐）

## 外部連結
- 新城娛樂台快必簡介
- 民間電台 （页面存档备份，存于）

| 政黨職務 | 政黨職務                             | 政黨職務 |
| -------- | ------------------------------------ | -------- |
| 新頭銜   | 人民力量副主席 2014年—2021年         | 空缺     |
| 新頭銜   | 人民力量九龍東支部主席 2016年—2021年 | 空缺     |